# Gaston Eyskens
Gaston François Marie Eyskens (Lier, 1 de abril de 1905 - Lovaina, 3 de enero de 1988) fue un político belga, primer ministro del país en tres etapas de mediados del siglo XX.

## Carrera política
Profesor de la Universidad Católica de Lovaina (1931), comenzó su carrera política como diputado católico del distrito de Lovaina en 1939. Ministro de Hacienda en 1945, 1947 y 1965 (bajo los gobiernos de Achille Van Acker, Paul-Henri Spaak y Pierre Harmel), fue nombrado ministro de Estado en 1963. En 1949, durante la Cuestión Real, formó su primer gobierno. Su coalición con los liberales solo duró hasta 1950. Volvió a dirigir un gobierno en 1958 en dos legislaturas consecutivas pero incompletos.
Con el pacto escolar, su gobierno sentó las bases para una nueva paz social en la educación. Otros momentos importantes de su carrera política fueron las leyes de expansión de 1959 y la independencia del Congo Belga el 30 de junio de 1960. 
Fueron las reacciones negativas (incluidas las huelgas) contra la "Ley Única" las que derribaron su gobierno. De 1968 a 1973, volvió a ser primer ministro. Completó el gran proyecto de revisión de la Constitución. Fue presidente de un gobierno del 21 de enero de 1972 al 22 de noviembre del mismo año. Este gobierno se vio obligado a ceder ante la controversia en torno al Artículo 3 (antiguo Artículo 107 quater) de la Constitución (de la reforma de 1969-1971) y el problema lingüístico de Voeren.
El rey Balduino le otorgó el título de vizconde (transmisible por orden de primogenitura) el 13 de noviembre de 1973.